# James S. Stevenson
James S. Stevenson (* 1780 im  York County, Pennsylvania; † 16. Oktober 1831 in Pittsburgh, Pennsylvania) war ein US-amerikanischer Politiker. Zwischen 1825 und 1829 vertrat er den Bundesstaat Pennsylvania im US-Repräsentantenhaus.

## Werdegang
James Stevenson besuchte vorbereitende Schulen. Nach einem anschließenden Jurastudium und der erfolgten Zulassung als Rechtsanwalt begann er in diesem Beruf zu arbeiten. Gleichzeitig schlug er als Mitglied der Demokratisch-Republikanischen Partei eine politische Laufbahn ein. In den 1820er Jahren schloss er sich der Bewegung um den späteren US-Präsidenten Andrew Jackson an. In den Jahren 1822 und 1823 saß er als Abgeordneter im Repräsentantenhaus von Pennsylvania. Stevenson wurde auch Präsident des staatlichen Kanalausschusses von Pennsylvania. Dieses Amt bekleidete er bis zu seinem Tod.
Bei den Kongresswahlen des Jahres 1824 wurde Stevenson im 16. Wahlbezirk von Pennsylvania in das US-Repräsentantenhaus in Washington, D.C. gewählt, wo er am 4. März 1825 die Nachfolge von Walter Forward antrat. Nach einer Wiederwahl konnte er bis zum 3. März 1829 zwei Legislaturperioden im Kongress absolvieren. Diese Zeit war von heftigen Diskussionen zwischen den Anhängern von Andrew Jackson sowie denen von Präsident John Quincy Adams und Henry Clay bestimmt. Im Jahr 1826 wurde er nicht wiedergewählt.
Nach dem Ende seiner Zeit im US-Repräsentantenhaus arbeitete James Stevenson in Pittsburgh im Handwerk. Dort ist er am 16. Oktober 1831 auch verstorben.